# Tình yêu không hẹn trước
Tình yêu không hẹn trước là một bộ phim truyền hình được thực hiện bởi Trung tâm Phim truyền hình Việt Nam, Đài Truyền hình Việt Nam do NSND Trọng Trinh và Bùi Tiến Huy làm đạo diễn. Phim phát sóng vào lúc 21h10 thứ 5, 6 hàng tuần bắt đầu từ ngày 14 tháng 3 năm 2013 và kết thúc vào ngày 26 tháng 7 năm 2013 trên kênh VTV3.

## Nội dung
Tình yêu không hẹn trước xoay quanh ba nhân vật chính là Huy (Việt Anh), Mai (Lã Thanh Huyền) và Minh (Minh Hương) với những quan niệm sống khác nhau. Huy là con trai chủ tịch của một tập đoàn lớn, có trình độ nhưng ngang ngược và kiêu ngạo. Bên cạnh anh có Minh - cô bạn thân xinh đẹp luôn chia sẻ, cảm thông. Minh sắc sảo trong công việc nhưng lại chẳng thể tỉnh táo trong tình yêu và luôn mặc định Huy là của riêng mình. Trong khi đó, cuộc sống giản dị của Mai đã giúp Huy tìm lại cảm xúc yêu thương và hiểu ra cách để được trân trọng, cũng như tìm thấy một tình yêu chân thành…

## Diễn viên

### Diễn viên chính
- Việt Anh trong vai Huy[1]
- Lã Thanh Huyền trong vai Mai[4]
- NSND Mạnh Cường trong vai Ông Hoàng[1]
- NSƯT Quế Hằng trong vai Bà Nguyệt[1]
- NSND Lan Hương trong vai Bà Vi[1]
- NSƯT Phú Kiên trong vai Luật sư Kim
- NSND Minh Hằng trong vai Bà Hòa
- Minh Hương trong vai Minh[6]
- Ngọc Quỳnh trong vai Hải[1]
- Quỳnh Nga trong vai Hạnh
- Việt An trong vai Vũ
- Đặng Loan trong vai Hiên

### Diễn viên phụ
- NSƯT Khôi Nguyên trong vai Ông Châu[1]
- NSƯT Huyền Thanh trong vai Bà Tâm[1]
- Duy Khoa trong vai Khoa
- Hồng Lê trong vai Hiền
- Nguyễn Mạnh Cường trong vai Đạt
- Diễm Hương trong vai Ngọc
- Trần Thúy An trong vai Phương
- Thùy Dương trong vai Hương Liên
- Chí Nhân trong vai Vinh
- Thanh Tùng trong vai Phan
- Tiến Ngọc trong vai Hưng
- Mi Hai trong vai Joe
- NSƯT Tuyết Mai trong vai Bà ngoại Hiền
- NSƯT Tiến Mộc trong vai Bác Bình
- NSƯT Sơn Đồng trong vai Bố Hiên

Cùng một số diễn viên khác....

## Nhạc phim
- Xa

Sáng tác: Phương Uyên
Thể hiện: Hương Tràm
- Ta phải xa nhau

Sáng tác: Lê Anh Dũng
Thể hiện: Nguyễn Ngọc Anh
- Sao anh cứ im lặng

Sáng tác: Lê Anh Dũng
Thể hiện: Dương Hoàng Yến